# Moskva (121)
O Moskva (Москва) foi um cruzador de mísseis guiados russo que pertencia à Classe Slava (ou Project 1164 Atlant) e foi operado pela Marinha da Rússia, sendo o líder de sua classe. Antes servia à Frota Naval Militar Soviética, nomeado de Slava (em russo: Слава, tr.: Glória). Foi nomeado em homenagem a uma tradição dos povos montenegrinos e sérvios e também em homenagem à capital da Rússia, Moscou. Foi o navio-almirante da Frota do Mar Negro e era considerado um símbolo do poderio militar russo. Era o maior e mais avançado navio de guerra no Mar Negro.
O cruzador participou de vários conflitos, na Guerra da Geórgia em 2008, Crise da Crimeia de 2014, Guerra Civil Síria em 2015 e na Guerra Russo-Ucraniana em 2022.
Em 13 de abril durante a Invasão da Ucrânia pela Rússia em 2022 o navio foi seriamente avariado. A Ucrânia afirmou que foram dois mísseis antinavio Neptune, enquanto a Rússia afirmou que se tratou de um incêndio causado por um acidente. No dia seguinte, o Ministério da Defesa da Rússia confirmou que o cruzador havia afundado.
O Moskva é o maior navio afundado desde a Segunda Guerra Mundial, superando o ARA General Belgrano, afundado pela Marinha Real Britânica durante a Guerra das Malvinas, o maior navio russo a ser afundado desde o couraçado Marat em 1941 na Segunda Guerra Mundial, e o primeiro navio-almirante russo a ser afundado desde o couraçado Kniaz Suvorov em 1905, na Batalha de Tsushima da Guerra Russo-Japonesa.

## História

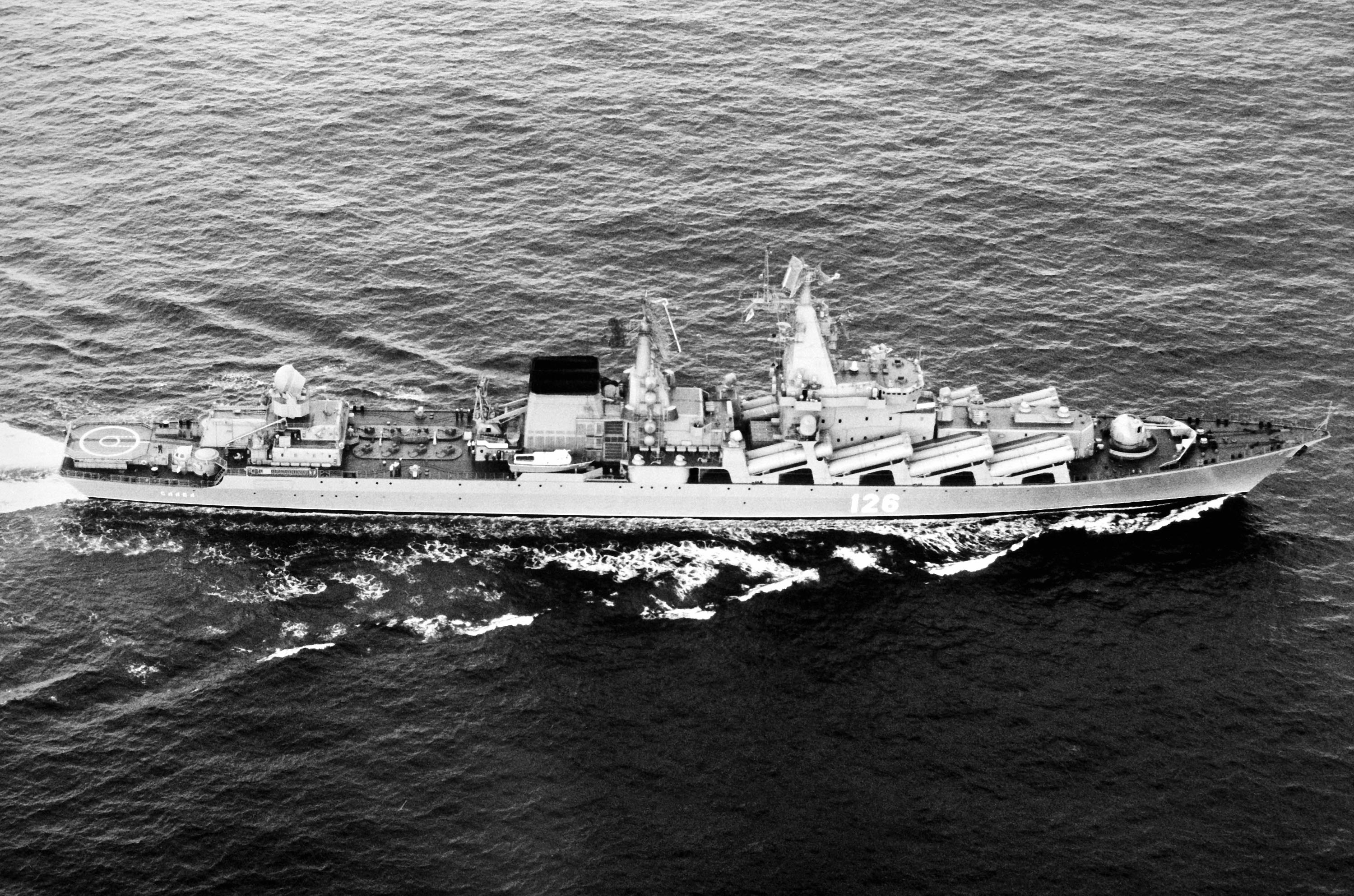
Cruzador Slava em 1983

### Como oSlava
O batimento de quilha do Slava foi em 1976 em Mykolaiv, República Socialista Soviética da Ucrânia. Em 1979 foi feito seu lançamento ao mar e um 1980 foi comissionado.
Em 1989, o navio fez um papel fundamental ao transportar o Secretário-Geral da URSS Mikhail Gorbatchov para a Cimeira de Malta, onde se reuniu com o Presidente dos Estados Unidos Ronald Reagan, que era transportado pelo USS Belknap, e ambos se reuniram em alto mar no cruzeiro soviético Maxim Gorkiy.
Em 1990 o Slava ficou no porto de Mykolaiv para reformas, que acabou demorando tempo devido a Dissolução da União Soviética, ficando até 1998. Em 2000 foi renomeado para Moskva.

### Guerra Russo-Georgiana
O Moskva participou da Guerra Russo-Georgiana na campanha marítima. A Frota do Mar Negro bloqueiou a costa georgiana e desembarcou unidades da Infantaria Naval Russa na costa da Abecásia para reforçar a ofensiva terrestre russa. Durante o bloqueio, as forças georgianas engajaram a frota em um combate naval conseguiram acertar um míssil e levemente avariar o Moskva.

### Crise da Crimeia

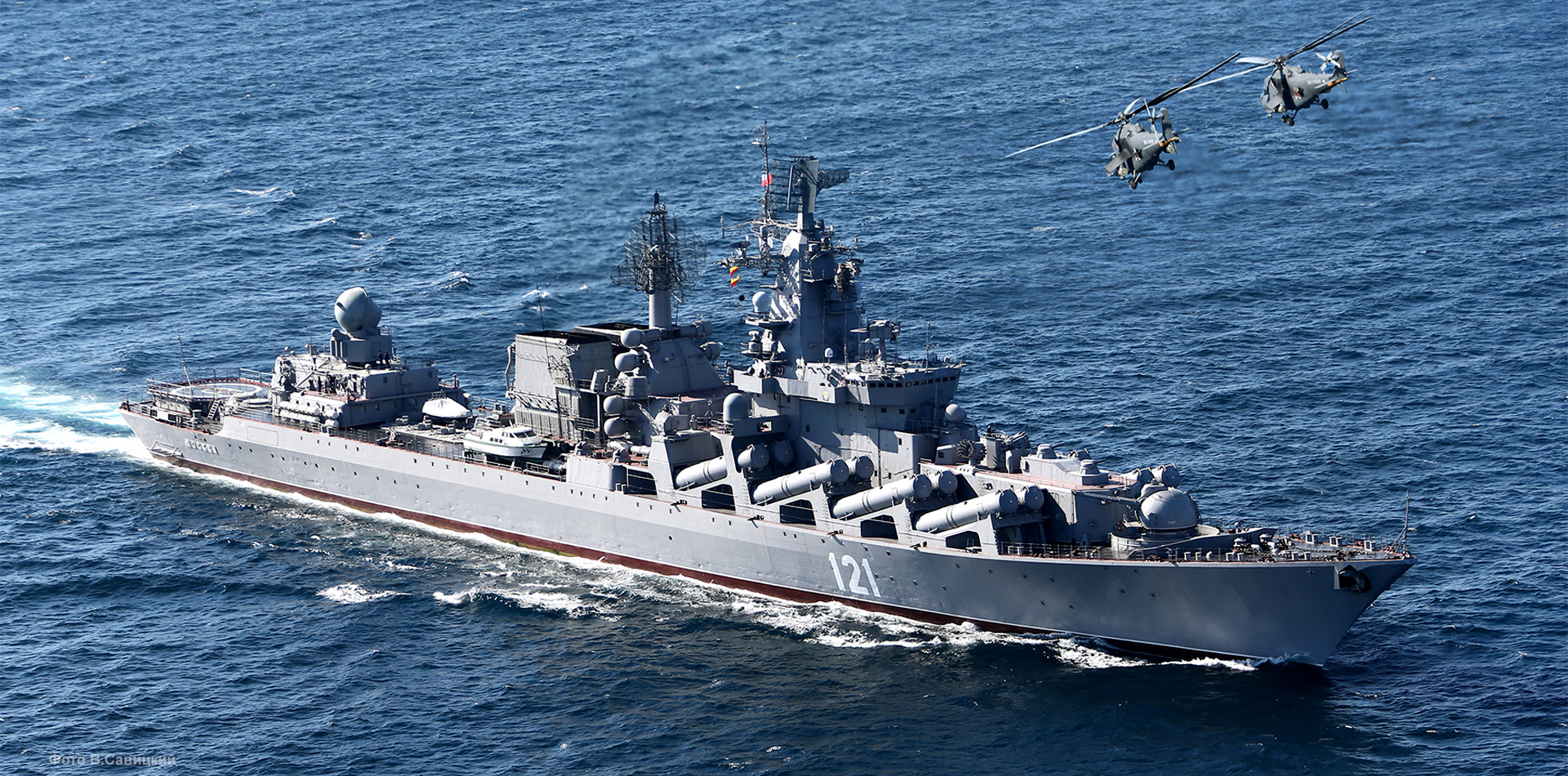
O Moskva, em 2012

Durante a Crise da Crimeia de 2014, o Moskva faz parte da operação militar russa contra as forças ucranianas na Crimeia. O Moskva bloqueou a saída estreita da laguna Donuzlav, impedido o movimento dos navios da Marinha da Ucrânia.

### Síria
Em 2015 o Moskva foi enviado para o porto de Lataquia, na Síria. O navio fez parte da Intervenção militar russa na Guerra Civil Síria, onde fazia a defesa aérea. Após o Abate aéreo do Sukhoi Su-24 da Força Aérea Russa em 2015 e a subsequente crise diplomática entre Turquia e Rússia, o Moskva patrulhou a fronteira marítima entre Síria e Turquia.

### Invasão da Ucrânia pela Rússia em 2022
Em fevereiro de 2022, o cruzador partiu de Sebastopol para o Mar Negro como parte da invasão russa da Ucrânia. O navio foi usado mais tarde contra as forças armadas ucranianas durante o ataque à Ilha das Serpentes junto com o navio-patrulha russo Vasily Bykov. Moskva saudou a guarnição da ilha pelo rádio e exigiu sua rendição, o operador de rádio ucraniano respondeu dizendo "Navio de guerra russo, vá se foder". Depois disso, todo o contato foi perdido com a Ilha das Serpentes, e a guarnição de treze membros foi capturada.
Em 13 de abril de 2022, foi alegado pelo conselheiro presidencial ucraniano Oleksiy Arestovych e pelo governador de Odessa, Maksym Marchenko, que o Moskva havia sido atingida por dois mísseis antinavio Neptune e estava pegando fogo em mar agitado. Arestovych disse que havia 510 tripulantes a bordo.  Fontes afirmam que os sistemas de radares do Moskva foram distraídos por drones Bayraktar TB2, e ao mesmo tempo mísseis teriam sido disparados de Odessa. O Ministério da Defesa da Rússia confirmou mais tarde que o navio havia sofrido uma explosão de munições após um incêndio e foi seriamente danificado. O Ministério da Defesa disse que a tripulação foi totalmente evacuada. O navio estaria sendo rebocado para o porto de Sebastopol, Crimeia.
Em 14 de abril de 2022, o Ministério da Defesa da Rússia confirmou que o cruzador afundou durante a tentativa de reboque numa tempestade. Em 22 de Abril, a Rússia afirmou que apenas 1 marinheiro morreu e havia 27 desaparecidos, com o resto tendo evacuado. Entretanto, esse número foi disputado por diversas fontes, incluindo navios de regate turcos que foram ao local do náufrago. Um comitê das famílias dos marinheiros estima que chegue até 200 mortos.